# ラ・ハープ (イリノイ州)
ラ・ハープ（La Harpe）は、アメリカ合衆国のイリノイ州ハンコック郡にある町である。イリノイ州の西に位置する。2000年の調査で人口は1385人。